# Fa (település)
Fa korábbi község Franciaországban, Aude megyében. Lakosainak száma 345 fő (2018. január 1.). Fa Antugnac, Brenac, Campagne-sur-Aude, Espéraza, Quillan, Rouvenac és La Serpent községekkel határos.
2019. január 1-jén Rouvenac korábbi községgel egyesült és az így létrejött Val-du-Faby új község része lett.

## Népesség
A település népessége az elmúlt években az alábbi módon változott:
| Lakosok száma | 317  | 294  | 301  | 299  | 313  | 369  | 373  | 366  | 344  | 345  |
|               | 1968 | 1975 | 1982 | 1999 | 2006 | 2011 | 2013 | 2016 | 2017 | 2018 |